# 中野蒼空
中野 蒼空（なかの そら、2004年4月8日-）は、日本のアイドル、俳優。ダンス＆ボーカルグループ・AVESTのメンバー。所属事務所はエーライツ。

## 略歴
2022年に事務所入り、同年ABEMAで放送された恋愛リアリティ番組『今日、好きになりました。皐月編』に出演し、芸能界デビュー。
2023年12月22日、ダンス＆ボーカルグループ「AVEST」の新メンバー【SORA】として、池袋harevutaiで行われたプレデビューライブに出演。
2024年1月より本格的にアーティスト活動を開始し、音楽活動を中心に俳優・モデルとしても活動の幅を広げている。
透明感のあるルックスとナチュラルな雰囲気が魅力で、ダンス・歌唱に加えて、ファッションやビジュアル表現にも強みを持つ。
AVEST加入のきっかけは既存メンバーのKEITOとKOHEIからのスカウト。

## 人物
名前の由来は、青い空のように心の広い人間になるようにという願いから。
身長は173cm、足のサイズは27cm。姉は女優の中野あいみ。5つ下に妹がいる。
趣味はダンスとDJ、特技はサッカーを始めとする球技全般とスノーボード。苦手なことは体操。
好きな食べ物は紅ショウガ、冷やし中華、母親が作った餃子。嫌いな食べ物はパクチー、スパイスの効いたアジア料理。
子どもの頃の夢はサッカー選手。高校時代にユースにも選ばれていた。
好きなグループはEXILE、GENERATHIONS from EXILE TRIBE、THE RAMPAGE from EXILE TRIBE。憧れている人物は白濱亜嵐、長谷川慎、吉野北人。芸能の道を選んだきっかけも、白濱亜嵐にようになりたかったため。
好きなキャラクターはトイ・ストーリー、モンスターズ・インク。ディズニー好き。

## 出演

### ネット配信
- 『今日、好きになりました。』（ABEMA、2022年）
  - 皐月編[5]
  - セブ島編[6]
  - プーケット編[7]

### webドラマ
- 『ゴシップシュガー・フィルムズ』EP06 色恋スカウト（2024年）

### 雑誌
- 文友舎『Ranzuki』専属モデル（2022年-2023年）[8]
- ロックエンタテイメント『BOYS FIFE Vol.15 FLOWER』（2024年3月1日）
- HEP FIVE ウェブマガジン『#HEPS』メンズモデルとして掲載（2024年9月）[9]
- アドサプライズ『楽遊 BOYS PASS Vol.12』（2024年9月23日）

### 広告
- ユニバーサル・スタジオ・ジャパン『ユニ春』（2023年）